# رضوان نصار
رضوان نصّار (بالبرتغالية: Raduan Nassar‏) هو أديب برازيلي من أصل لبناني.

## النشأة والمسيرة
ولد رضوان نصار في 1935 في البرازيل لمهاجرين لبنانيين هما جون نصار وشفيقة قسيس تزوجا في 1919 في إبل السقي في جنوب لبنان وهاجرا في 1920 للبرازيل.

## مؤلفاته
- كأس من الغضب
- أثر عتيق

## روابط خارجية
- رضوان نصار على موقع IMDb (الإنجليزية)
- رضوان نصار على موقع قاعدة بيانات الفيلم (الإنجليزية)